# Джем (група)
Вижте пояснителната страница за други значения на Джем.
„Джем“ (на английски: The Jam) е английска пънк рок и ню уейв група, съществувала от 1972 до 1982 година.
Тя е създадена през 1972 година в Уокинг от Пол Уелър, Брус Фокстън и Рик Бъклър. Започват да записват в края на 70-те години и между 1977 и 1982 година постигат по-широка популярност. За разлика от повечето пънк рок групи, Джем интегрират в музиката си елементи на мейнстрийм рок и ритъм енд блус и са сред водещите представители на движението мод ривайвъл в края на 70-те години.
Притежават 18 сингъла един след друг в Топ 40, в разстояние на времето от 1977 г. до разпадането им през 1982 г. Това включва и четири номер едно хита. Издават един концертен албум и шест студийни албума, като последният се закотвя на първа позиция в Британската класация за албуми. След 1982 г. първите им 15 сингъла са преиздадени и всички намират място в Топ 100.